# St-Philippe-St-Jacques (Ligny-en-Brionnais)

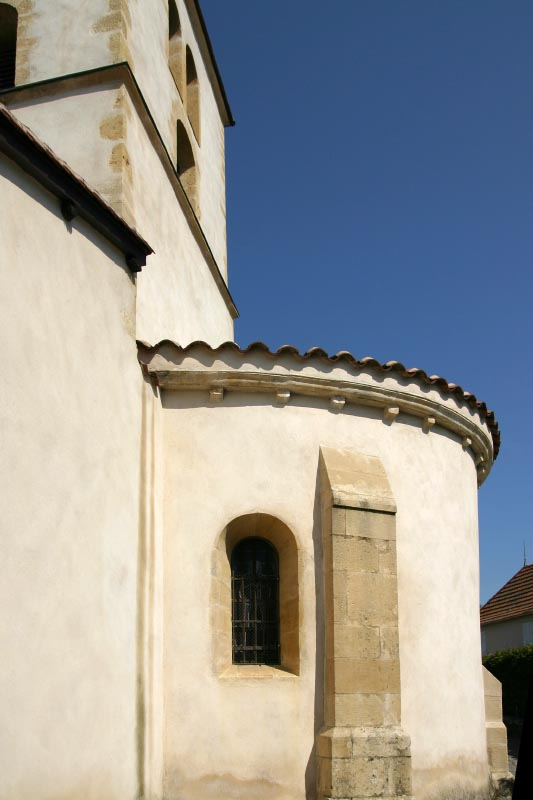
Apsis und Glockenturm der Kirche

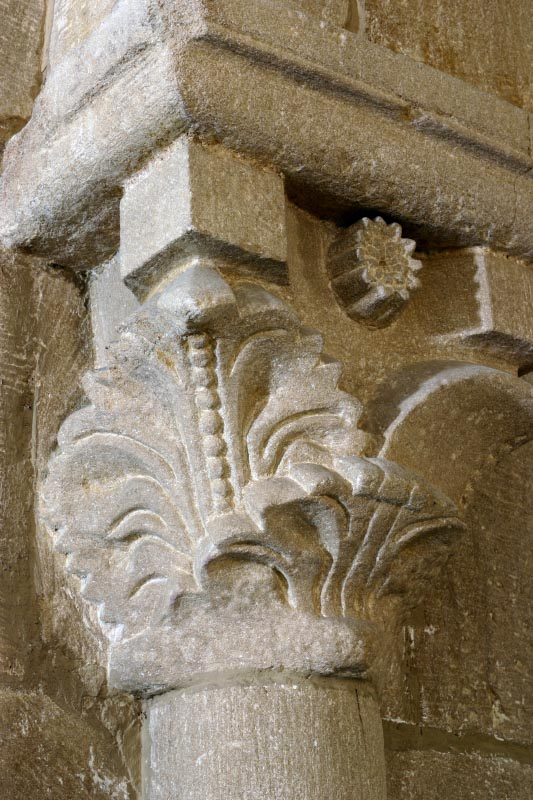
Kapitell im Chor der Kirche

Die Kirche Saint-Philippe-Saint-Jacques  ist eine romanische Pfarrkirche in der Gemeinde Ligny-en-Brionnais im Département Saône-et-Loire in der historischen Region Burgund (Frankreich), die im 12. Jahrhundert errichtet wurde.

## Geschichte
Die Kirche von Ligny-en-Brionnais ist den Aposteln Philippus und Jakobus geweiht. Aus der ersten Hälfte des 12. Jahrhunderts sind der Chor und die Apsis erhalten geblieben. Das Langhaus wurde im 19. Jahrhundert neu errichtet. Die Pfarrei gehörte im Ancien Régime zum ehemaligen Bistum Mâcon im Erzbistum Lyon.

## Architektur
Die Kirche von Ligny-en-Brionnais ist ein einfacher Saalbau mit flacher Holzdecke, an den sich Chor und Apsis anschließen. Der Chor wird von einem großen Spitzbogen mit Unterzug verbunden, der auf vorgelegten Halbsäulen mit Blattkapitellen aufliegt. Der Chor, über dem sich der Glockenturm befindet, wird von einer Kuppel, die auf Trompen aufliegt, geschlossen.
Die Südwand der Kirche wurde im 15. Jahrhundert aufgebrochen, um zwei Kapellen mit Rippenwölbung anzufügen.